# Der Meister des Jüngsten Tages

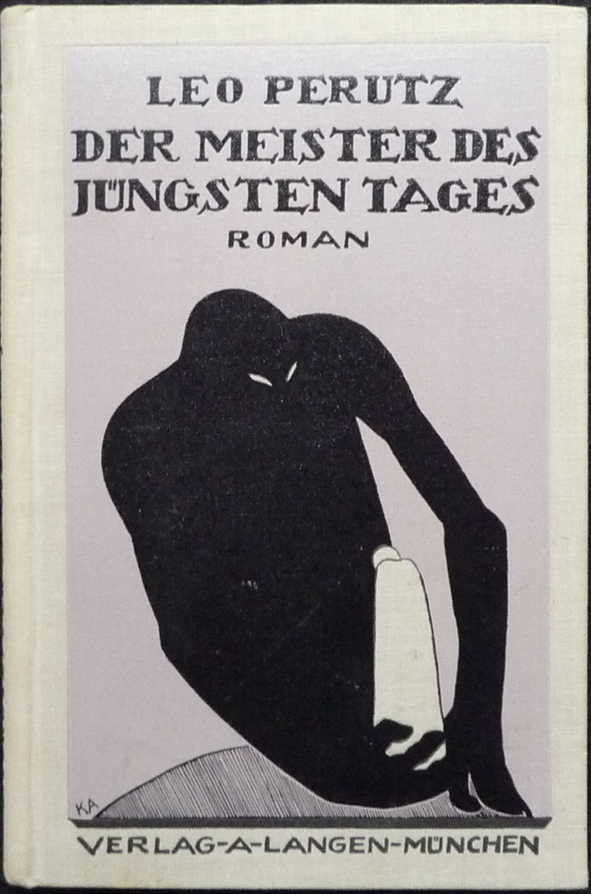
Originalausgabe 1923, Albert Langen, München

Der Meister des Jüngsten Tages ist ein Roman von Leo Perutz aus dem Jahr 1923.

## Allgemeines
Das Werk war für Perutz einer der größten Erfolge bei Publikum und Kritik. Positiv äußerten sich beispielsweise Theodor W. Adorno und Walter Benjamin. Jorge Luis Borges nahm den Roman in seine Reihe großer Kriminalromane des 20. Jahrhunderts auf. Perutz selbst hielt nicht viel von dem Werk, bezeichnete es einmal gar als „Bockmist“. Ursprünglich war das Werk als Filmexposé gedacht; nachdem sich die Pläne für eine Verfilmung durch Friedrich Wilhelm Murnau jedoch zerschlugen, arbeitete Perutz den Text zu einem Roman um.

## Inhalt
Zu Beginn steht ein „Vorwort statt eines Nachworts“, als dessen Verfasser sich Gottfried Adalbert Freiherr von Yosch und Klettenfeld, Rittmeister der k.u.k. Armee, zu erkennen gibt. In diesem Vorwort versichert Yosch den Wahrheitsgehalt der von ihm geschilderten Ereignisse und betont sein gutes Gedächtnis anhand von scheinbar unbedeutenden Einzelheiten, die sich am 26. September 1909 in sein Gedächtnis eingeprägt haben: „Ich habe die volle Wahrheit geschrieben. Nichts übergangen, nichts unterdrückt – wozu auch? Ich habe keinen Anlass, irgendetwas zu verheimlichen.“
Yosch schildert nun eine Gesellschaft bei dem Hofschauspieler Eugen Bischoff, an der er selbst als Musiker teilnimmt – das Klaviertrio op. 8 in H-Dur von Johannes Brahms wird gegeben. Anwesende Personen bei dieser Gesellschaft sind neben Bischoff und Yosch: Bischoffs Frau Dina, mit der Yosch früher liiert war; der Chemiestudent Felix, Dinas Bruder; Waldemar Solgrub, Ingenieur und Freund der Bischoffs; sowie Dr. Gorski, Arzt.
Eugen Bischoff ist in letzter Zeit psychisch sehr labil; er hat Probleme mit der Kreativität, kann sich die Bühnenfiguren, die er spielt, nicht mehr plastisch vorstellen. Darüber hinaus hat er Schwierigkeiten mit seiner Intendanz. Die Anwesenden versuchen daher, ihm den Zusammenbruch des Bankhauses, bei dem er sein gesamtes Vermögen deponiert hat, zu verheimlichen. Nachdem er von den Gästen über seine neue Rolle, Richard III., befragt worden ist, zieht Bischoff sich in den Gartenpavillon zurück, um den Gästen anschließend eine Kostprobe aus seiner Rolle zu bieten. Yosch geht derweil im Garten spazieren und denkt an die vergangene Zeit mit Dina, als im Pavillon zwei Schüsse fallen – Eugen Bischoff hat sich das Leben genommen.
Felix beschuldigt Yosch, Bischoff heimlich nachgegangen zu sein und ihm vom Zusammenbruch des Bankhauses Bergstein erzählt zu haben. Sein Motiv: Er habe nie überwinden können, dass Dina einen anderen geheiratet habe. Yosch gibt Felix sein Ehrenwort, den Pavillon nie betreten zu haben, da präsentiert ihm Felix Yoschs Pfeife, die auf dem Tisch des Pavillons lag. Felix verlangt von Yosch Selbstmord, andernfalls werde er das militärische Ehrengericht anrufen und um unehrenhafte Entlassung Yoschs ersuchen. Yosch scheint sich apathisch in diese Forderung zu ergeben.
Ingenieur Solgrub glaubt jedoch nicht, dass Yosch der Täter war, und vermutet Zusammenhänge mit anderen rätselhaften Selbstmorden in der Wiener Gesellschaft, von denen im Gespräch bei Bischoff ebenfalls die Rede war. Solgrub nimmt Ermittlungen auf und überredet Yosch, sich nicht umzubringen. Im Laufe von Solgrubs Ermittlungen finden noch andere Personen den Tod, darunter auch Solgrub selbst. Sein Tod war jedoch nicht vergebens: In einem Selbstversuch hatte er, kurz bevor er an einem Herzschlag starb, herausgefunden, wer an den Selbstmorden schuld war.
In einem Folianten aus dem 16. Jahrhundert berichtet ein florentinischer Maler, dass sein Meister, Giovansimone Chigi, ein Räucherwerk konsumiert habe, das ihm von einem Alchimisten, der mit ihm noch eine offene Rechnung hatte, unter der Prämisse verabreicht worden war, es werde seine Kreativität wiederbeleben. Beim Rauchen sei ihm aber ein Himmelsfeuer in einer unheimlichen Farbe erschienen: Das ist die Farbe Drommetenrot, in der die Sonne leuchtet am Tage des Gerichts. Fortan soll Chigi wahnsinnig geworden sein und nur noch Bilder vom Jüngsten Gericht gemalt haben.
Bevor Solgrub verstarb, hatte er noch die Rezeptur des Räucherwerks vernichtet. Yosch raucht die Reste der Rezeptur, die sich in der Pfeife im Pavillon erhalten haben, und wird von der Vorstellung, er werde wahnsinnig, heimgesucht. Kurz bevor er sich mit einem Revolver das Leben nimmt, rettet ihn Felix mit einem Faustschlag gegen die Stirn, – auf diese Weise war auch Chigi durch den Alchimisten aus dem Drogenrausch gerissen worden. Doktor Gorski analysiert die Wirkung der Droge als die eines kreativen Stimulans', die jedoch zugleich Schreckensvisionen und Wahnsinnszustände hervorrufe. Der Sitz der Phantasie im menschlichen Gehirn sei zugleich das Zentrum der Angst. Mit dem schmerzlichen Abschied von Dina beschließt Yosch seinen Bericht.
Unmittelbar auf Yoschs Bericht folgen „Schlußbemerkungen des Herausgebers.“ Von Yosch sei, heißt es da, zu „Beginn des Weltkriegs an die Front gegangen und wenige Monate später (...) bei einem Aufklärungsritt (...) gefallen“. Die Affäre um den Selbstmord Eugen Bischoffs habe mit einer ehrengerichtlichen Verurteilung des Freiherrn geendet; sein Offiziersrang sei ihm aberkannt worden. Der erste Teil seines Berichts entspreche noch den Tatsachen, an einer Stelle des Berichts jedoch biege „die Darstellung mit einer jähen Wendung ins Phantastische ab.“ Die Jagd Solgrubs nach dem „Mörder“, der Foliant mit der geheimnisvollen Drogenrezeptur seien bloß Produkte der Yoschschen Phantasie.

## Mehrdeutigkeit durch Rahmentechnik: Kunst als Verdrängungsprodukt?
In vielen seiner Romane arbeitet Perutz mit Rahmentechniken, die das Hauptgeschehen ambivalent erscheinen lassen; dies trifft auch auf den „Meister des Jüngsten Tages“ zu. So steht am Anfang ein Vorwort des Ich-Erzählers, in dem dieser die Authentizität seiner Schilderungen betont. Nach dem Haupttext, der eigentlichen Erzählung, meldet sich jedoch ein anonymer Herausgeber zu Wort, der angibt, Yosch sei am Tod des Schauspielers Eugen Bischoff schuld. Yosch habe die Wahrheit jedoch nicht ertragen können und sich die Umstände, die im Haupttext die Schuld an den Todesfällen tragen, in einem Akt von Verdrängung herbeiphantasiert. Der Herausgeber legt jedoch keine Beweise vor; schließlich ist auch Yoschs Text ein Roman, also der Kunst zuzurechnen und könnte durch die Wirkung der Kreativitätsdroge entstanden sein. Auf einen möglichen kreativen Aspekt von Verdrängung weist auch das nach dem Roman entstandene Hörspiel hin.

## Der unzuverlässige Ich-Erzähler
Gegen Yoschs Version sprechen jedoch die vielen Fehler, die dieser in seinem Bericht macht. So stößt er sich beispielsweise an einer Stelle den Kopf in einem dunklen Raum und weiß ein paar Seiten später nicht mehr, woher er die Wunde hat. Dies wäre an sich schon ein Umstand, der Zweifel erwecken würde, steht jedoch in einem noch schärferen Kontrast zur Betonung seines guten Gedächtnisses am Anfang des Romans. An einer anderen Stelle, beim Hören eines Stücks von Johannes Brahms, hört Yosch das „Jüngste Gericht“ anbrechen, lange bevor der Foliant mit der Geschichte des Meisters in der Handlung auftaucht. Zudem ist seine Interpretation des Stücks viel abgründiger, als es die Musik eigentlich nahelegen würde. Andererseits macht sich Yosch auch (zum Schein?) Vorwürfe, dass er unachtsam gegenüber Eugen Bischoff, dem der Zusammenbruch des Bankhauses verschwiegen werden soll, ist.

## Adaptionen
Der Roman wurde 1988 als Vorlage für ein Hörspiel verwendet (Skript: Marina Dietz, Regie: Götz Fritsch). Im Hörspiel wurde die Subjektivität des Romans nochmals radikalisiert, indem beinahe die komplette Handlung aus der subjektiven Hörperspektive Yoschs vermittelt wird. Als Konsequenz sind viele Stellen schlecht zu verstehen und verlangen dem Hörer Konzentration ab. Auch sind viele Hinweise auf eine mögliche Schuld Yoschs bzw. den Aspekt der Verdrängung eingebaut. Je nachdem, wie konzentriert der Hörer das Hörspiel aufnimmt, wird Yosch einmal mehr, einmal weniger als der Schuldige erscheinen. Zudem gibt es im Hörspiel auch einen Hinweis auf die Traumdeutung von Sigmund Freud, in der die Frage diskutiert wird, ob Kultur als Verdrängungsprodukt zu sehen ist.
Kurz darauf, 1989, wurde der Roman von Michael Kehlmann für das Fernsehen unter dem gleichen Titel verfilmt. Der Film konzentriert sich stark auf den Drogenaspekt und lässt den Aspekt der Verdrängung beinahe zur Gänze außer Acht; das Filmende weicht stark vom Roman ab. Außerdem erscheinen die Ereignisse im Film nicht so mehrdeutig wie im Roman und im Hörspiel.